# Xanthosoma guttatum
Xanthosoma guttatum är en kallaväxtart som beskrevs av Thomas Bernard Croat och D.C.Bay. Xanthosoma guttatum ingår i släktet Xanthosoma och familjen kallaväxter. Inga underarter finns listade.